# Gymnasium Beuthen

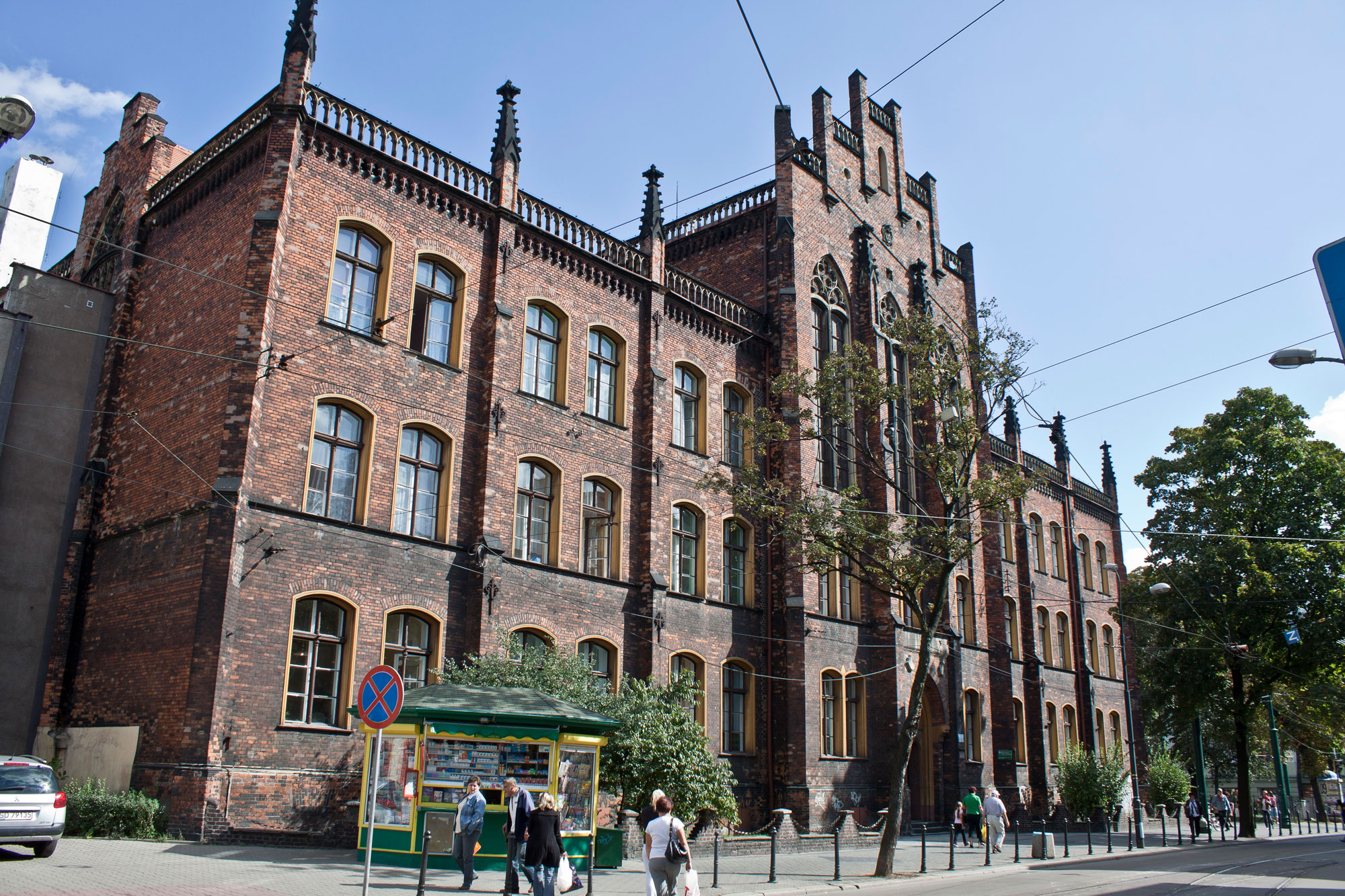
Gymnasiumsgebäude

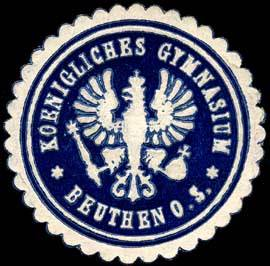
Siegelmarke des Königlichen Gymnasiums Beuthen

Das Gymnasium in Beuthen in Oberschlesien bestand von 1867 bis 1939.

## Geschichte
Am 1. April 1867 wurde das Städtische Katholische Gymnasium in Beuthen eröffnet. Es wurde von der Stadt unterhalten, in Zusammenwirken mit der staatlichen Verwaltung (Compatronat). 1869 wurde das neue Gebäude fertiggestellt. 1873 gab es 406 Schüler, davon 205 katholische, 60 evangelische und 141 jüdische, sowie 185 auswärtige. Seit 1889 hieß es Königliches Gymnasium und seit 1915 Königliches Hindenburg-Gymnasium, da Paul von Hindenburg sich 1914 dort zeitweise aufgehalten hatte. Seit etwa 1920 war die Bezeichnung Staatliches Hindenburg-Gymnasium. 1923 wurde außerdem ein polnisches Gymnasium in Beuthen eröffnet, als erstes seiner Art im Deutschen Reich.
1939 wurden beide geschlossen (oder in eine andere Schulform umgewandelt?).
Nach 1945 befand sich im Gymnasiumsgebäude das Konservatorium der polnischen Stadt Bytom. In der Gegenwart heißt sie Musikschule.